# Samani
Samani (様似町?) è una cittadina giapponese della prefettura di Hokkaidō.